# نورتون دیزنی
نورتون دیزنی (به انگلیسی: Norton Disney) یک روستا و محله مدنی در بریتانیا است که در نورث کستیون واقع شده‌است. نورتون دیزنی ۲۲۶ نفر جمعیت دارد.